# Eo Wijers-prijsvraag

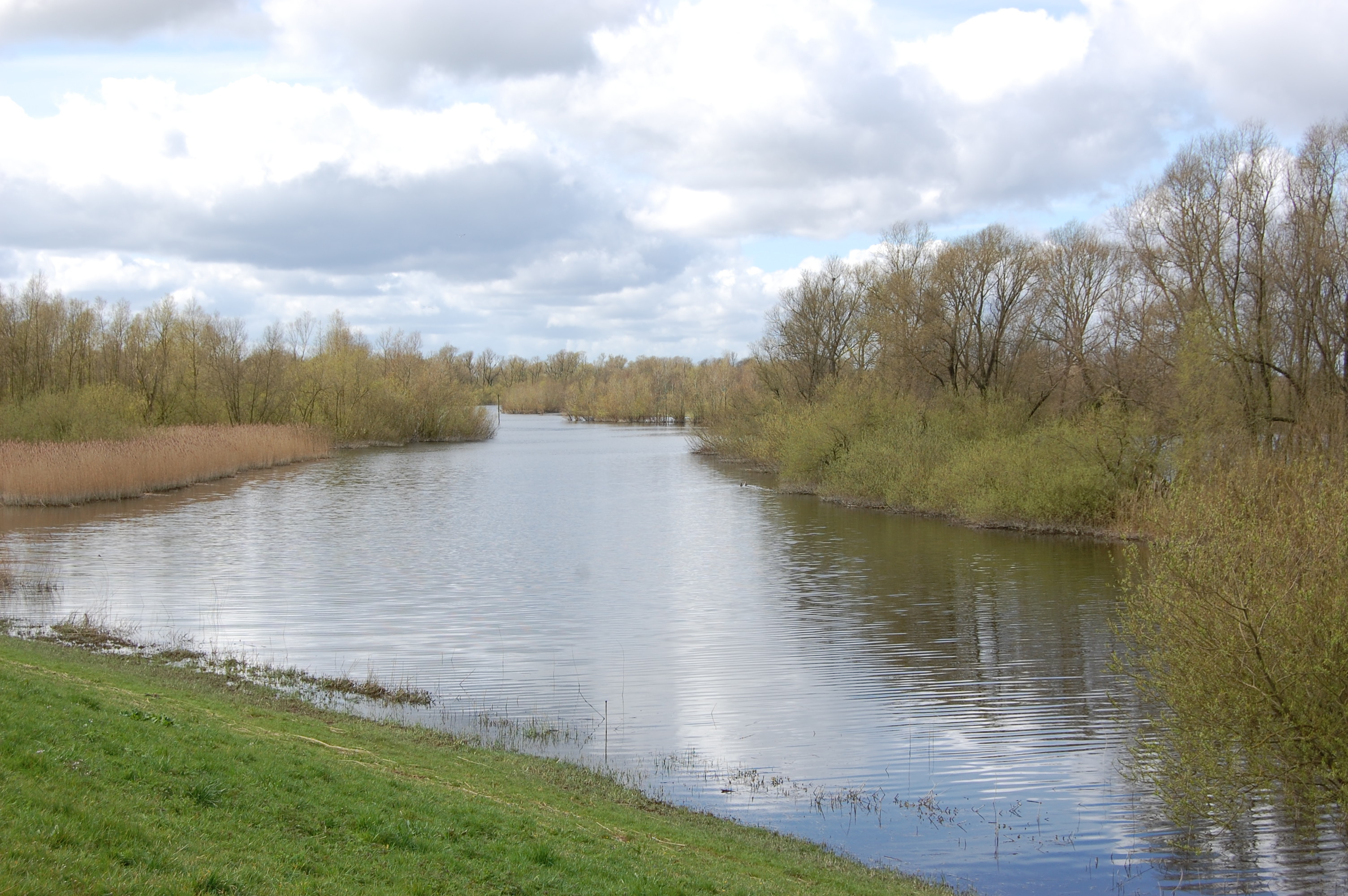
de Duursche Waarden, langs de IJssel bij Wijhe. Dynamisch rivierlandschap, gevolg van de eerste Eo Wijersprijsvraag

De Eo Wijers-prijsvraag is in 1985 ingesteld door de Eo Wijersstichting, die in dat jaar werd opgericht. De Rijksplanologische Dienst nam het initiatief voor deze Stichting, en kreeg daarbij steun van het Nederlands Instituut voor Volkshuisvesting en Stedebouw (NIROV), de Bond van Nederlandse Stedebouwkundigen (BNS), de Bond van Nederlandse Tuin- en Landschapsarchitecten (BNT) en de Provinciale Planologische Diensten.
De prijsvraag en de stichting werden genoemd naar ir. Eo Wijers, tot 1982 directeur Ruimtelijke Planning bij de Rijksplanologische Dienst. De prijsvraag heeft als doel het denken te stimuleren over hoogwaardige ruimtelijke ontwikkelingen op regionale schaal.
De opzet van de Eo Wijers-prijsvraag werd meteen een succes. In 1985 werd gevraagd om een concept voor een betere waterberging en meer natuurontwikkeling in de Nederlandse grote rivieren. Het winnende Plan Ooievaar leidde tot een drastische andere aanpak van het rivierenbeheer (‘Ruimte voor de Rivier’).
De tweede prijsvraag (1988) was gericht op de regio Maastricht – Aken – Luik (opgave: mengen van stad en land).
De derde (1991) betrof de ‘Euregio Breda’ (opgave: milieubeleid, waterbeheer).
De vierde (1994): de Randstad (relatie dorpen – grote steden).
De vijfde (1997): de regio Hoogezand – Sappemeer (visie op mogelijke ruimtelijke ontwikkelingen).
De zesde (2001): de landschappen langs de A12 en A3
De zevende (2004): de randen van het IJmeer en het beekdal van de Beerze (waterbeheer, ecologie).
De achtste (2008): de Vechtstreek en de ‘Deltapoort’ (stedelijke dynamiek en waterbeheer).
De negende (2011): de Veenkoloniën in Noord-Nederland (krimp, energiewinning).
De tiende (2014): de stedendriehoek Apeldoorn – Deventer – Zutphen (energieneutraliteit).
De elfde (2019): ‘Vitaal platteland’.
De twaalfde (2021): ‘Waar wonen wij?’ (kwaliteit leefomgeving en klimaatproblematiek).